# Mirella Gregori
Mirella Gregori (geboren am 7. Oktober 1967 in Rom) ist eine seit dem 7. Mai 1983 vermisste italienische Schülerin. Die Umstände ihres Verschwindens sind bisher unbekannt und Gegenstand polizeilicher Ermittlungen.

## Verschwinden
Gregori lebte zum Zeitpunkt ihres Verschwindens in Rom. Die letzte bekannte Person, mit der Gregori vor ihrem Verschwinden Kontakt hatte, war ihre Mutter, eine in der Via Nomentana wohnhafte Barbesitzerin. Sie habe mit ihr über die Haussprechanlage über einen Schulfreund, mit dem sich Gregori aussprechen wollte, gesprochen. Mirella habe beabsichtigt, ihn in Punta Pia zu treffen. Der Schulfreund, ein Jugendlicher namens Alessandro, konnte ein sicheres Alibi nachweisen. Nach Angaben der Mutter aus dem Jahr 1985 habe Gregori vor ihrem Verschwinden mehrmals Raoul Bonarelli, den Vizeinspekteur des Gendarmeriekorps der Vatikanstadt, besucht.
Im August 1983 behauptete ein unbekannter Anrufer, der Gregoris Kleidung richtig beschreiben konnte, der Geiselnehmer Gregoris und der am 22. Juni 1983 verschwundenen 15-jährigen Vatikanbürgerin Emanuela Orlandi zu sein; die Eltern sollten den italienischen Staatspräsidenten Sandro Pertini anrufen, wenn sie ihre Tochter wiedersehen wollten.
2013 behauptete Mehmet Ali Ağca, der am 13. Mai 1981 auf dem vatikanischen Petersplatz ein Attentat auf Papst Johannes Paul II. verübt hatte, das Verschwinden Gregoris sei eng mit dem Emanuela Orlandis und dem des sowjetischen Journalisten Oleg Bitow in Venedig verknüpft. Vatikansprecher Federico Lombardi bestätigte Ağcas Angaben nicht. Im Januar 2018 wurde in Corviale ein Wandgemälde zur Erinnerung an Gregori und Orlandi enthüllt. Im Oktober 2018 veröffentlichte der Schriftsteller Mauro Valentini eine Monografie über Mirella Gregori.
Ein Knochenfund in der Apostolischen Nuntiatur in Rom im Oktober 2018 konnte nicht mit dem Fall Gregori in Verbindung gebracht werden; das entdeckte Skelett stammte ersten Untersuchungen nach von einem vor 1964 verstorbenen Mann.

## Weblink
- Radio 24: La scomparsa di Mirella Gregori. 18. Oktober 2018